# Pick Lake, Cochrane District
Pick Lake är en sjö i Kanada.   Den ligger i Cochrane District och provinsen Ontario, i den sydöstra delen av landet, 500 km nordväst om huvudstaden Ottawa. Pick Lake ligger 314 meter över havet. Den ligger vid sjöarna  Evelyn Lake Ice Chest Lake och Lizard Lake.
I omgivningarna runt Pick Lake växer i huvudsak blandskog. Runt Pick Lake är det glesbefolkat, med 12 invånare per kvadratkilometer.